# Бавуа
Бавуа (фр. Bavois) — громада  в Швейцарії в кантоні Во, округ Юра-Нор-Водуа.

## Географія
Громада розташована на відстані близько 75 км на південний захід від Берна, 18 км на північ від Лозанни.
Бавуа має площу 9,4 км², з яких на 7,7% дозволяється будівництво (житлове та будівництво доріг), 74,7% використовуються в сільськогосподарських цілях, 16,2% зайнято лісами, 1,3% не є продуктивними (річки, льодовики або гори).

## Демографія
2019 року в громаді мешкало 951 особа (+25,3% порівняно з 2010 роком), іноземців було 14,7%. Густота населення становила 102 осіб/км².
За віковим діапазоном населення розподілялося таким чином: 23% — особи молодші 20 років, 65,5% — особи у віці 20—64 років, 11,5% — особи у віці 65 років та старші. Було 404 помешкань (у середньому 2,3 особи в помешканні).
Із загальної кількості 222 працюючих 44 було зайнятих в первинному секторі, 29 — в обробній промисловості, 149 — в галузі послуг.